# Lambert, Hendricks & Ross
Lambert, Hendricks & Ross was een Amerikaans jazzzangtrio.

## Bezetting
- Dave Lambert[5]
- Jon Hendricks[6]
- Annie Ross[7] (tot 1962)
- Yolande Bavan[8] (vanaf 1962)

## Geschiedenis
Dave Lambert had al tijdens de jaren 1940 ervaring als zanger opgedaan bij Gene Krupa en met eigen bands (zo nu en dan met Buddy Stewart, waarbij hij ook door de bop en later door King Pleasure (en over die van Eddie Jefferson) werd beïnvloed. Een verder voorbeeld was de Four Brothers-sectie van de Woody Herman Band. In 1957 ging hij samen met John Hendricks, die hij kende sinds 1955 (er bestonden uit deze periode opnamen van beiden, onder andere Four Brothers) en die de meeste teksten bijstuurde, en de zangeres Annie Ross voor Lambert, Hendricks & Ross (LHR). Annie Ross had ook eerder al jazzsolo's vertolkt in de vocalese-stijl.
Hun debuutalbum was Sing a Song of Basie uit 1957 met Count Basie-nummers ondersteund door Basie's ritmegroep, gevolgd door Sing Along With Basie in rechtstreekse samenwerking met Count Basie, opgenomen bij diens toenmalige label Roulette Records. Met het debuutalbum experimenteerden Lambert en Hendricks eerst met tien achtergrondzangers om in vocalese meer instrumenten van de bigband in overweging te nemen, maar vielen daarna echter terug op overdubbing, omdat het resultaat niet bevredigend was. Van de achtergrondgroep behielden ze alleen Annie Ross. Later deden ze echter volledig afstand van de overdubbing, dat zo ingewikkeld was, dat Hendricks wegens de stress bij de opnamen van het debuutalbum ziek werd. Ze gingen op tournee met Gildo Mahones als pianobegeleider, die eerder Lester Young had begeleid, van 1959 tot 1962 verder met Ike Isaacs en Kahil Madi en later met Jimmy Wormworth (drums). Lambert, Hendricks & Bavan hadden naast Mahones George Tucker en Jimmie Smith als begeleider.
Van 1959 tot 1963 gingen ze aan de leiding bij de lezers-poll van Down Beat als zanggroep en in 1962 en 1963 ook bij de critici-poll. In 1963 traden Lambert, Hendricks en Bavan op tijdens het Newport Jazz Festival en in 1962 bij de Brubeck-Armstrong jazzmusical The Real Ambassadors tijdens het Monterey Jazz Festival (de studio-opname ontstond eerder eind 1961 met LHR). Van het optreden in Newport bestaan filmopnamen, van dat in Monterey niet. In 1961 traden ze op tijdens het jazzfestival van Antibes.
Nadat Lambert in 1964 het trio had verlaten, werd hij aanvankelijk vervangen door Don Chastain, maar het ensemble werd spoedig daarna ontbonden. Aangezien Lambert al in 1966 overleed, kwam er geen comeback van de groep. Ze hadden echter grote invloed op de latere jazzzang, bijvoorbeeld bij The Manhattan Transfer, waarvoor Hendricks ook arrangeerde, Les Double Six, Al Jarreau en Bobby McFerrin.

## Discografie

### Albums van Lambert, Hendricks & Ross
- 1957: Sing a Song of Basie, ABC Records/Paramount Records (met Nat Pierce (piano) en de Basie-ritmegroep Freddie Green, Eddie Jones, Sonny Payne; opnamen van 26 augustus tot 26 november 1957)
- 1958: Sing Along with Basie, Roulette (met het Count Basie-orkest en Joe Williams)
- 1959: The Swingers!, Pacific Jazz Records
- 1960: Lambert, Hendricks, & Ross! (The Hottest New Group In Jazz), Columbia Records (met Harry Sweets Edison, Pony Poindexter, Ron Carter, met Annie Ross' interpretatie van Wardell Gray's Twisted, met wie ze al in 1952 succes had)
- 1960: Lambert, Hendricks & Ross Sing Duke Ellington, Columbia Records (met het Ike Isaacs Trio)
- 1962: High Flying with Lambert, Hendricks & Ross (The Way-Out Voices of Lambert, Hendricks and Ross), Columbia Records

### Single van Lambert, Hendricks & Ross
- 1958: Doodlin / Spirit Feel, United Artists Records (met hun versie van Doodlin van Horace Silver)

### Lambert, Hendricks & Ross als sidegroep
- 1962: The Real Ambassadors, Columbia Records (Jazz-Musical met Dave Brubeck en Louis Armstrong met bands, LHR zingen daarop net als ook Carmen McRae)

### Herpublicaties (selectie)
- Everybody's Boppin, Columbia Jazz Masterpieces  (opnamen van augustus tot november 1959, bevat The Hottest Group in Jazz en opnamen uit hun beide andere Columbia-Albums)

### Albums van Lambert, Hendricks & Bavan
- 1963: Live At Basin Street East, RCA Records (livealbum, in Basin Street East in New York, met Gildo Mahones (piano, Pony Poindexter, met een versie van Cousin Mary van John Coltrane en This Here van Bobby Timmons)
- 1963: At Newport '63, RCA Records (livealbum, Newport Jazz Festival, 5 juli 1963, met Clark Terry, Coleman Hawkins, Gildo Mahones (piano), George Tucker (bas), Jimmie Smith (drums))
- 1964: Havin' a Ball at the Village Gate (Lambert, Hendricks and Bavan at the Village Gate), Bluebird (livealbum in The Village Gate, december 1963, met Booker Ervin, Thad Jones, Pony Poindexter)